# Acysta australica
Acysta australica är en insektsart som beskrevs av Drake 1942. Acysta australica ingår i släktet Acysta och familjen nätskinnbaggar. Inga underarter finns listade i Catalogue of Life.